# 巻町における原子力発電所の建設に関する住民投票
巻町における原子力発電所の建設に関する住民投票（まきまちにおけるげんしょりょくはつでんしょのけんせつにかんするじゅうみんとうひょう）は、1996年（平成8年）8月4日に新潟県西蒲原郡巻町（現在の新潟市西蒲区）で投開票が行われた住民投票である。巻町に建設予定の巻原子力発電所の建設についての賛否を問う、日本で初めての常設型の条例に基づく住民投票が行われた。

## 概要
1969年、巻町角海浜に原子力発電所建設の構想が報道され、1971年に東北電力が正式に建設計画を公表した。1977年、巻町議会は原子力発電所建設同意の決議を可決。
1981年、第一次公開ヒアリングが実施され、1号基（825万kw〉の建設・運用が国の電源開発調整審議会にて電源開発基本計画に組み入れられる決定がされた。翌1982年、東北電力は設置許可の申請を行った。
しかし、1983年炉心建設予定地付近の町有地9090.7平方メートルの取得が行われていなかったため、国の安全審査が中断された。
1994年の町長選挙で現職の佐藤莞爾町長は「町有地の売却凍結解除」を表明して3期目の当選を果たした。

### 自主管理住民投票の実施
町長選後、原発反対派と距離を置く保守系の自営業者などを中心に「住民投票を実行する会」が発足した。
同年の町議会で原発投票条例が議決されるも否決、廃案となり、「実行する会」は自主管理住民投票を実施した。
| 自主管理住民投票   | 自主管理住民投票 | 自主管理住民投票 |
| 賛 否              | 得票数           | 得票率           |
| ------------------ | ---------------- | ---------------- |
| 反対               | 9,854            | 95.43%           |
| 賛成               | 474              | 4.57%            |
| 投票者数（投票率） | 10,378           | 45.40%           |
| 有権者数           | 22,859           | 100.0%           |

### 条例制定
「巻町における原子力発電所建設についての住民投票に関する条例」を制定した。

## 投票結果
| 巻町における原子力発電所の建設に関する住民投票               | 巻町における原子力発電所の建設に関する住民投票 | 巻町における原子力発電所の建設に関する住民投票 |
| 賛 否                                                        | 得票数                                         | 得票率                                         |
| ------------------------------------------------------------ | ---------------------------------------------- | ---------------------------------------------- |
| 反対                                                         | 12,478                                         | 61.22%                                         |
| 賛成                                                         | 7,904                                          | 38.78%                                         |
| 総計                                                         | 20,382                                         | 100.0%                                         |
| 有効票数（有効率）                                           | 20,382                                         | 99.41%                                         |
| 無効票数（無効率）                                           | 121                                            | 0.59%                                          |
| 投票者数（投票率）                                           | 20,503                                         | 88.29%                                         |
| 棄権者数（棄権率）                                           | 2,719                                          | 11.71%                                         |
| 有権者数                                                     | 23,222                                         | 100.0%                                         |
| 出典: 『巻住民投票、原発建設「ノー」』新潟日報、1996年8月5日 |                                                |                                                |

## 投票後
投票結果を受けて、巻町は原子力発電所建設予定の売却を凍結。発電所建設は撤回された。